# Millburn
Millburn è una città degli Stati Uniti d'America situata nella Contea di Essex, nel New Jersey. Secondo il censimento del 2000 la città aveva una popolazione di 19.765 abitanti, scesi a 18.755 nel 2007.